# Tijarafe

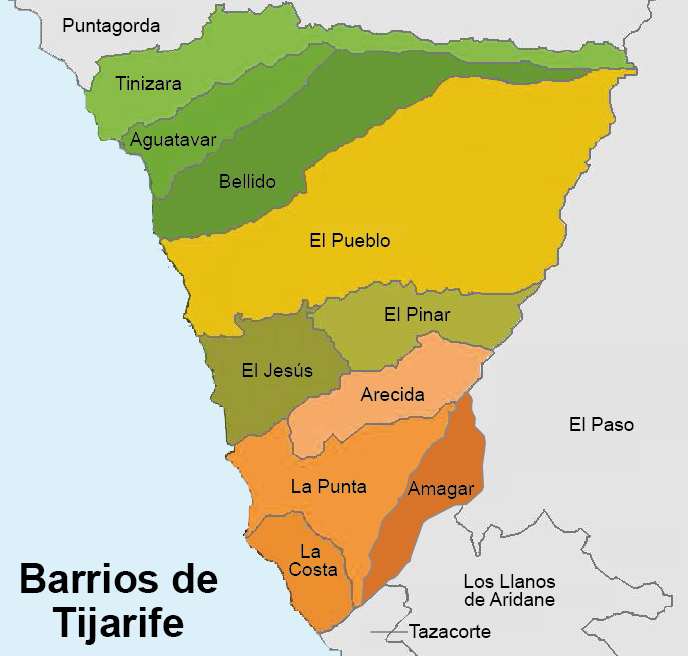

Tijarafe – gmina w Hiszpanii, w prowincji Santa Cruz de Tenerife, we wspólnocie autonomicznej Wysp Kanaryjskich, o powierzchni 53,76 km². W 2011 roku gmina liczyła 2765 mieszkańców.